# 川口市立並木小学校
川口市立並木小学校（かわぐちしりつ なみきしょうがっこう）は、埼玉県川口市並木にある公立小学校。

## 沿革
- 1954年4月1日 - 川口市立幸町小学校、川口市立仲町小学校を分離して川口市立並木小学校として開校
- 1954年10月 　給食開始
- 1955年2月24日 - 校歌制定
- 1955年9月15日 - 校旗制定[1]
- 2012年9月22日　ブラスバンド部が第38回マーチングバンド・バトントワーリング埼玉県大会に出場し、金賞を受賞する

## 教育目標
「知・徳・体の調和のとれた心豊かなたくましい児童の育成」
- 元気な子
- 進んで学ぶ子
- 豊かにかかわる子[2]
- 健康
- 勤勉
- 敬愛

## 通学区域
- 幸町3丁目 - 一部
- 並木元町 - 一部
- 並木1丁目 - 一部
- 並木2丁目 - 全域
- 並木3丁目 - 全域
- 並木4丁目 - 全域[3]